# Scheideckpass
Der Scheideckpass, früher vereinzelt auch Scheideggpass, mit 541 m ü. NHN im Südschwarzwald in Baden-Württemberg verbindet Kandern mit dem zu Steinen gehörenden Ortsteil Schlächtenhaus. Die in Ost-West-Richtung verlaufende Passstraße (L135) ist rund 8,5 Kilometer lang. Die Passhöhe befindet sich am westlichen Rand des Gemeindegebietes von Kandern. Im Zuge der Badischen Revolution war der Pass am 20. April 1848 Schauplatz des Gefechtes auf der Scheideck. Nicht zu verwechseln ist der Scheideckpass mit der Kleinen Scheidegg und Grossen Scheidegg in den Schweizer Alpen.

## Profil
Am östlichen Ende von Kandern zweigt von der Hauptstraße (Kreisstraße 6350) Richtung Malsburg-Marzell nach rund 150 Meter die Westrampe zur Scheideck ab. Sie führt über fast vollständig bewaldetes Gebiet in 5,2 Kilometern zur Passhöhe hinauf. Dabei überwindet sie einen Höhenunterschied von 201 Metern, was einer durchschnittlichen Steigung von 3,8 % entspricht. Das Steigungsmaximum von 8 % wird am Anfang der Rampe kurz erreicht. In der oberen Hälfte ist die Steigung sehr moderat, auf etwa 100 Meter verläuft die Straße sogar mit geringem Gefälle. Im oberen Drittel des Passes verläuft die Passstraße nördlich des Bauernhofes und der Werksiedlung (Glashüttenhof) der christlichen Christopherus Gemeinschaft. Die Straße hat in diesem Abschnitt drei Spitzkehren. Etwa 150 Meter vor der Passhöhe zweigt die Kreisstraße 6309, in diesem Abschnitt auch als Panoramastraße bezeichnet, nach Endenburg ab.
Die Passhöhe wird auf einem kurvenförmigen Abschnitt auf 541 m ü. NHN erreicht und befindet sich auf der zu Kandern gehörenden Gemarkungsfläche. Dort ist südlich der Passstraße ein kleiner Wanderparkplatz.
Die Ostrampe führt vom Pass in 3,3 Kilometern nach Schlächtenhaus 168 Höhenmeter hinab. Das entspricht einem durchschnittlichen Gefälle von 5,1 %; das Maximum liegt bei 7 %. Im oberen Drittel der Ostrampe führt die Straße am Platzhof vorbei. Der Weg führt teilweise gerade, teilweise in Kurven, Spitzkehren gibt es keine. Die Ostrampe führt über fast vollständig unbewaldetes Gebiet; lediglich der Abschnitt in Nähe zur Passhöhe liegt im Wald.

## Geschichte

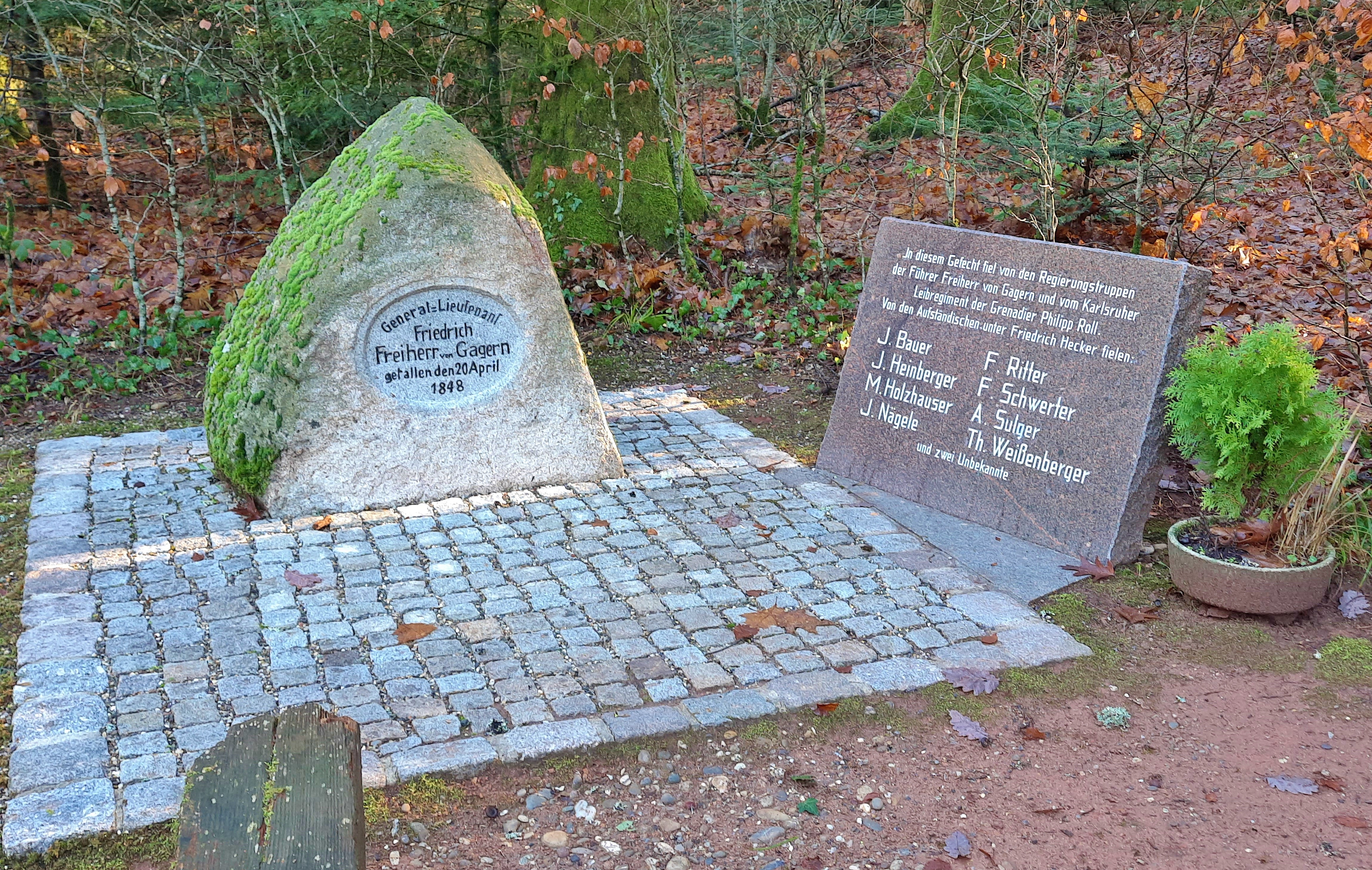
Gedenkstein am Scheideckpass

Im Zuge der Märzrevolution fand am Vormittag des 20. April 1848 während der Badischen Revolution ein Gefecht zwischen den Truppen des Oberbefehlshabers Friedrich Hecker mit badischen und hessischen Bundestruppen statt. Bei dem Gefechten standen sich 1200 Mann auf Seiten der Freischärler und 2200 auf Seiten der Bundestruppen gegenüber.
Heute erinnert am Scheideckpass eine Tafel an die Ereignisse und ein Gedenkstein an den Gefallenen General Friedrich von Gagern sowie die zehn weiteren Gefallenen der Schlacht. Zum Gedenken an die Ereignisse wurde im Frühjahr 2018 die Schlacht auf der Scheideck mit kostümierten Schauspielern nachgespielt.
Die aufgrund der damaligen Steigung der Passstraße mit etwa 12 % eher schlechte Verkehrsverbindung verhinderte die wirtschaftliche Entwicklung Kanderns. Mit der Reduzierung der Steigung der im Jahr 1872 auf etwa 5 % konnte sich das Verkehrsaufkommen annähernd verdoppeln. 1874 verkehrten täglich rund 96 Zugtiere.
Der 1962 gegründete Porsche-Club Dreiländereck e.V. veranstaltete auch Bergrennen auf der Scheideck. Beim einem Rennen am 28. Juni 1970 kam es zu einem tödlichen Unfall, bei dem ein 9-jähriger Junge durch ein begleitendes Motorrad der Polizei ums Leben kam.

## Verkehr
Neben einer individuellen Anreise an den Scheideckpass verkehren regelmäßige Linien des Südbadenbusses. Eine Haltestelle befindet sich direkt am Pass.
Vom südwestlich gelegenen Luckepass führt der Wanderweg „Hohe Straße“ über die Wittlinger Höhe 10,1 Kilometer entlang des Bergkamms bis zum Scheideckpass und überwindet dabei 270 Höhenmeter.

## Natur
Naturräumlich gehört das Waldgebiet um die Scheideck zum Röttler Wald und ist damit ein Fauna-Flora-Habitat (FFH)-Gebiet. An der Westrampe zum Pass steht nach knapp einem Kilometer vom Beginn der L135 ein Baumdenkmal. Am Straßenrand steht eine 1879 von August Freiherr Teuffel von Birkensee gepflanzte Douglasie, die eine Höhe von 57 Meter und einen Umfang von 4,08 Meter aufweist. Eine Holztafel am Stamm weist auf die Besonderheit des Baumes hin.
Vom Waldparkplatz Scheideck den Wanderweg in südwestliche Richtung folgend gelangt man entlang der Hohen Straße zum Bannwald „Röttler Wald“.